# 斎藤良輔 (政治家)

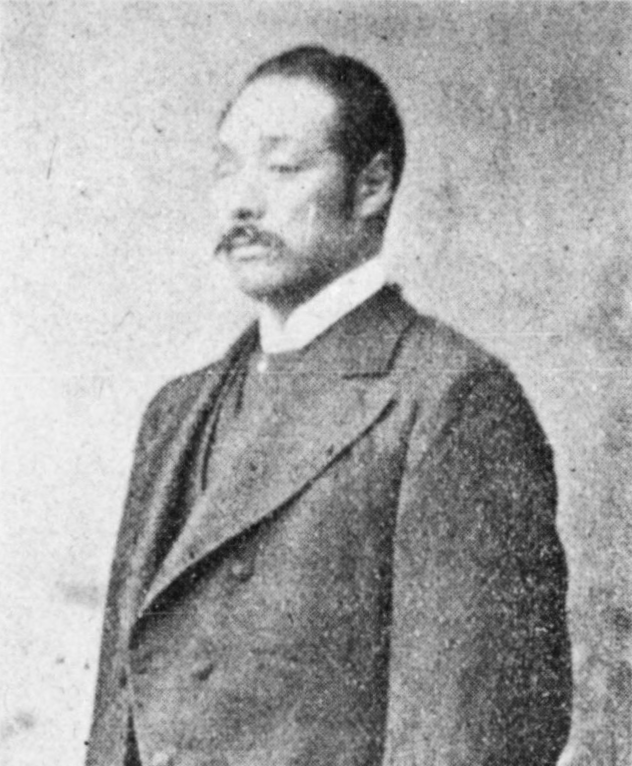
斎藤良輔

斎藤 良輔（齋藤、さいとう りょうすけ、1846年8月9日（弘化3年6月18日） - 1909年（明治42年）6月22日）は、明治時代の政治家。衆議院議員（6期）。通称は喜代治。

## 経歴
渡部喜七の二男として出羽国田川郡、のちの余目村（山形県東田川郡余目村、余目町を経て現庄内町）に生まれ、1856年（安政3年）斎藤次郎兵衛の養子となる。幼くして鶴岡の都丸広治に漢籍を学ぶ。壮年期に猟銃事故で右目を失明した。1877年（明治10年）1月、余目村里正となり1879年（明治12年）1月、跡村の戸長に就任する。1880年（明治13年）8月、山形県会議員に当選し、1886年（明治19年）同議長となった。1891年（明治24年）大津事件の際には県民総代慰問使として神戸へ赴いた。ほか、町村連合会議員、水利土功会議員、東田川郡書記、県常置委員、徴兵参事員などを歴任した。
1892年（明治25年）2月の第2回衆議院議員総選挙では山形県第3区から出馬し当選。第4回、第5回、第7回、第8回、第9回総選挙でも当選し衆議院議員を通算6期務めた。菁莪学校（のちの余目小学校）、鶴岡の私立庄内中学校（現山形県立鶴岡南高等学校）の創設に尽くした。また、北海道天塩の開墾と小作人の移住を実現させた。